# هاري بلانشارد
هاري بلانشارد (بالإنجليزية: Harry Blanchard) هو سائق فورمولا 1 أمريكي، ولد في 13 يونيو 1929 في برلينغتون في الولايات المتحدة، وتوفي في 31 يناير 1960 في بوينس آيرس في الأرجنتين.